# Chasmodia vitticollis
Chasmodia vitticollis är en skalbaggsart som beskrevs av Ohaus 1914. Chasmodia vitticollis ingår i släktet Chasmodia och familjen Rutelidae. Inga underarter finns listade i Catalogue of Life.